# Baunreaghcong
Baunreaghcong est une montagne dans le comté de Laois, en Irlande. Elle culmine à 509 m d'altitude.

## Géographie
Baunreaghcong est le troisième plus haut sommet des monts Slieve Bloom.
C'est le deuxième sommet du comté de Laois après Arderin, qui se trouve à cheval avec le comté d'Offaly, ce qui fait de Baunreaghcong la plus haute montagne entièrement dans le Laois.